# Gare de Mundolsheim
Gare de Mundolsheim – przystanek kolejowy w Mundolsheim, w departamencie Dolny Ren, w regionie Grand Est, we Francji.
Jest przystankiem Société nationale des chemins de fer français (SNCF), obsługiwanym przez pociągi TER Alsace.